# Jérusalem J2
Jérusalem J2, en arabe : منطقة J2, est un sous-district du gouvernorat de Jérusalem en Palestine.
Selon le recensement du bureau central palestinien des statistiques, il compte une population de 154 320 habitants en 2017.